# La mort n'était pas au rendez-vous
Pour plus de détails, voir Fiche technique et Distribution.
La mort n'était pas au rendez-vous (titre original : Conflict) est un film américain, un thriller en noir et blanc, réalisé par Curtis Bernhardt, sorti à l'été 1945 aux États-Unis et à l'automne 1946 en France. Le scénario, écrit par Arthur T. Horman et Dwight Taylor, est basé sur l'histoire Le Pentacle, écrite par Alfred Neumann et Robert Siodmak. Le film, à l'ambiance noire, est doté d'un twist final.

## Synopsis
Richard et Katherine Mason semblent former un couple heureux. En réalité, Richard est amoureux d'Evelyn, la plus jeune sœur de son épouse. Quand cette dernière découvre leur secret et déclare ne pas vouloir divorcer, Richard imagine alors une machination afin de s'en débarrasser.
Richard, riche architecte, feignant d'être confiné à un fauteuil roulant à la suite d'un accident de voiture, projette froidement un plan d'assassinat de sa femme lors d'un voyage en voiture dans une station thermale de montagne, où il doit être soigné. À la dernière minute, sous prétexte de terminer un travail urgent, Richard diffère son départ et Katherine se rend seule en voiture au lieu de séjour. Il emprunte alors un itinéraire plus court pour rejoindre la route, déserte, empruntée par son épouse. Son véhicule en travers d'un passage, il attend Katherine, l'étrangle et précipite la voiture dans le vide. Il revient rapidement à son domicile et reprend sa place dans le fauteuil roulant. 
Le crime est-il parfait ? D'étranges événements se produisent et laissent penser que Katherine est peut-être vivante ... 

## Fiche technique
- Titre : La mort n'était pas au rendez-vous
- Titre original : Conflict
- Réalisateur : Curtis Bernhardt
- Scénario : Arthur T. Horman et Dwight Taylor, d'après Le Pentacle écrit par  Alfred Neumann et Robert Siodmak
- Photographie : Merritt B. Gerstad
- Montage : David Weisbart
- Musique : Friedrich Hollaender
- Production : William Jacobs
- Maisons de production : Warner Bros.
- Pays de production :  États-Unis
- Langue : anglais
- Format : Noir et blanc — 35 mm — 1,37:1 — Son : Mono
- Genre : Film dramatique, Thriller, Film noir
- Durée : 86 minutes
- Dates de sortie : 
  - États-Unis : 15 juin 1945
  - France : 13 novembre 1946

## Distribution
- Humphrey Bogart  (V.F : Marc Valbel) : Richard Mason
- Alexis Smith (V.F : Monique Mélinand) : Evelyn Turner
- Sydney Greenstreet  (V.F : Georges Chamarat) : Docteur Mark Hamilton
- Rose Hobart : Kathryn Mason
- Charles Drake : Professeur  Norman Holsworth
- Grant Mitchell (V.F : Christian Argentin) : Docteur Grant
- Ann Shoemaker : Nora Grant
- Edwin Stanley : Phillips
- Patrick O'Moore   (V.F : Maurice Dorleac) : Lieutenant-détective Egan
- James Flavin (V.F : Robert Dalban) : Lieutenant-détective Workman

Acteurs non crédités
- Oliver Blake : le premier prêteur
- Mary Servoss : la propriétaire